# Egon Van der Straeten
Egon Van der Straeten (1991) is een voormalig Belgisch zwemmer gespecialiseerd in de vlinderslag.

## Zwemcarrière
Van der Straeten nam in 2007 deel aan de EYOD. Hij eindigde er 7de op de 100m vlinderslag, 8ste op de 200m vlinderslag en 7de op de 4x100m wisselslag. Het jaar daarop eindigde hij 21ste op de 100m vlinderslag en 10de op de 200m vlinderslag op de Europese kampioenschappen voor de jeugd. In 2009 zwom hij zich op hetzelfde toernooi naar een 31ste plaats op de 100m en een 13de plaats op de 200m vlinderslag. 
In 2010 maakte Van der Straeten zijn debuut bij de seniors op de Europese kampioenschappen in Boedapest. Hij eindigde er 15de op de 200m vlinderslag. In oktober 2011, op de wereldbekerwedstrijd in Berlijn, verbeterde hij het Belgisch record op de 200 meter vlinderslag in 1.54.83. 
In 2012 werd Van der Straeten 12de op de Europese kampioenschappen lange baan in Debrecen op de 200m vlinderslag. Later dat jaar werd hij geselecteerd voor de Olympische spelen van Londen, waarvoor hij forfait moest geven als gevolg van een operatie aan de sinussen.
Enkele maanden later, in november 2012, zwom Van der Straeten op het Europees Kampioenschap Kortebaan in Chartres, Frankrijk, zijn eerste internationale wedstrijd na zijn sinusoperatie . Hij eindigde als 8ste in de finale van de 200m vlinderslag. 
Een jaar later, december 2013, behaalde hij op dezelfde wedstrijd, nu in Herning, Denemarken, opnieuw de finale op de 200m vlinderslag in een nieuw Belgisch record van 1.54.10. In die finale werd hij 10e. Op hetzelfde toernooi haalde hij de halve finale op de 100m vlinderslag en werd uiteindelijk 18e.

## Belangrijkste resultaten
| Jaar | Olympische Spelen                 | WK langebaan  | WK kortebaan  | EK langebaan         | EK kortebaan                              |
| ---- | --------------------------------- | ------------- | ------------- | -------------------- | ----------------------------------------- |
| 2010 |                                   |               | geen deelname | 15e 200m vlinderslag | geen deelname                             |
| 2011 |                                   | geen deelname |               |                      | geen deelname                             |
| 2012 | Selectie, geen deelname (forfait) |               | geen deelname | 12e 200m vlinderslag | 8e 200m vlinderslag                       |
| 2013 | geen deelname                     | geen deelname | geen deelname |                      | 18e 100m vlinderslag 10e 200m vlinderslag |

## Persoonlijke records
Bijgewerkt tot en met 30 januari 2014

### Kortebaan
| Afstand           | Tijd       | Datum            | Plaats  |
| ----------------- | ---------- | ---------------- | ------- |
| 100 m vlinderslag | 52.23      | 12 december 2013 | Herning |
| 200 m vinderslag  | BR 1.54,10 | 14 december 2013 | Herning |

### Langebaan
| Afstand          | Tijd    | Datum       | Plaats    |
| ---------------- | ------- | ----------- | --------- |
| 100m vlinderslag | 53,26   | 12 mei 2013 | Antwerpen |
| 200m vlinderslag | 1.57.75 | 19 mei 2013 | Antwerpen |